# Bitácora de trabajo

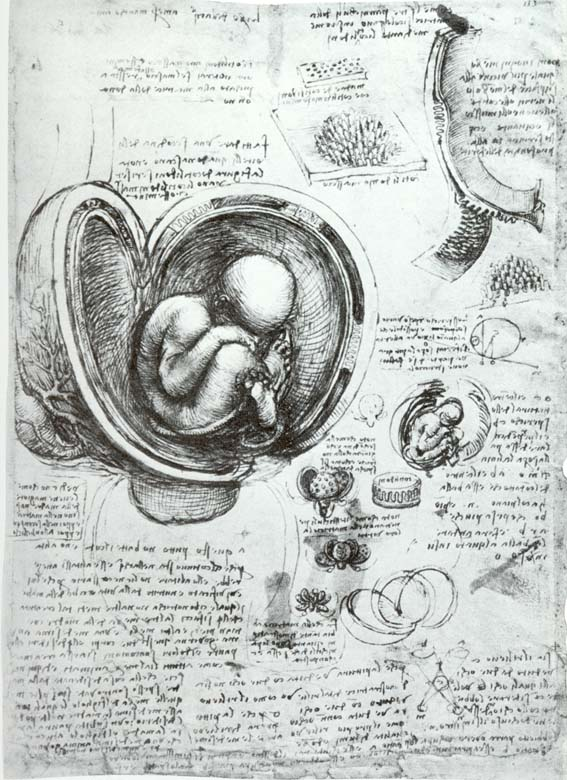
Bocetos de Da Vinci.

El cuaderno o bitácora de trabajo es un cuaderno en el cual estudiantes, diseñadores, artistas plásticos, entre otros, desarrollan sus bocetos, toman nota de recuerdos y cualquier información que consideren que puede resultar útil para su trabajo.
Su relevancia es tal que en los últimos años se han realizado exposiciones sobre las bitácoras de distintos artistas. El nombre bitácora se basa en los cuadernos de viaje que se utilizaban en los barcos para relatar el desarrollo del viaje y que iban situados en la bitácora. Aunque el nombre se ha popularizado en los últimos años a raíz de su utilización en las carreras gráficas, el cuaderno de trabajo o bocetos ha sido utilizado desde siempre por los artistas plásticos. Los científicos suelen desarrollar bitácoras durante sus investigaciones para explicar procesos y compartir sus experiencias.